# Rivière au Panache
Pour les articles homonymes, voir Panache.
La rivière au Panache est un affluent de la rive est de la rivière Wetetnagami coulant dans Senneterre, dans la municipalité régionale de comté (MRC) de La Vallée-de-l’Or, dans la région administrative de l’Abitibi-Témiscamingue, au Québec, au Canada.
Cette rivière traverse successivement (à partir de l’amont) les cantons d’Urban, de Carpiquet, de Muy et d’Effiat.
La foresterie constitue la principale activité économique du secteur ; les activités récréotouristiques, en second.
La vallée de la rivière au Panache est desservie par la route forestière R1051 (sens est-ouest) passant au nord et la route forestière R1053 passant au sud. Ces deux routes desservent aussi la Réserve de biodiversité-du-Lac-Wetetnagami qui couvre la vallée de la rivière Wetetnagami.
La surface de la rivière Panache est habituellement gelée du début novembre à la mi-mai, toutefois la circulation sécuritaire sur la glace se fait généralement de la mi-novembre à la mi-avril.

## Géographie

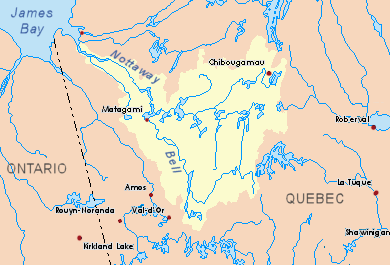
Bassin versant de la rivière Nottaway.

Les bassins versants voisins de la rivière au Panache sont :
- côté nord : rivière Muy, rivière Fortier, rivière Pierrefonds, lac Nicobi, rivière Nicobi, rivière Opawica ;
- côté est : rivière Saint-Cyr, rivière Hébert, lac Hébert, lac Doda ;
- côté sud : rivière Dazemard, rivière Macho, ruisseau Corriveau, rivière Wetetnagami, rivière Saint-Père ;
- côté ouest : rivière O'Sullivan, rivière Wetetnagami, lac Wilson.

La rivière au Panache prend naissance d’un ruisseau forestier dans Senneterre. Cette source est située dans Senneterre (ville) à :
- 31,7 km à l'est de l’embouchure de la rivière au Panache ;
- 35,5 km au sud-est de l’embouchure de la rivière Wetetnagami ;
- 44,4 km au sud-est de l’embouchure de la rivière Nicobi ;
- 69,4 km au sud-est de la confluence de la rivière Opawica et de la rivière Chibougamau ;
- 6,2 km au nord-est du centre du village de Lebel-sur-Quévillon ;
- 124,1 km au sud-est de l’embouchure du lac au Goéland.

À partir de sa source, la rivière au Panache coule sur environ 60 km selon les segments suivants :
- 9,9 km vers le sud-ouest dans le canton d’Urban en passant près de la tête de la rivière Macho (laquelle coule vers le sud), jusqu’à la limite Est du canton de Carpiquet ;
- 11,2 km vers l'ouest dans le canton d’Urban, en formant une courbe orientée vers le sud, jusqu’au ruisseau Corriveau (venant du sud) ;
- 3,7 km vers le nord, puis le nord-est, jusqu’à la confluence de la rivière Fortier (rivière au Panache) (venant de l’est) ;
- 18,6 km vers le nord-ouest en formant une grande courbe orientée vers le nord-est et en serpentant jusqu’à la confluence de la rivière Pierrefonds (venant du nord-est) ;
- 2,6 km vers le sud-ouest, jusqu’à la limite Est du Canton d’Effiat ;
- 15,6 km dans le canton d’Effiat d’abord vers le nord-ouest en formant une courbe vers le sud-ouest, en effleurant la limite du canton de Muy, puis vers l'est en longeant du côté sud la limite des cantons de Muy et d’Effiat, jusqu’à son embouchure[2].

La rivière au Panache se déverse sur la rive nord-est de la rivière Wetetnagami laquelle coule vers le nord et se décharge dans le lac Nicobi. Ce dernier constitue le lac de tête de la rivière Nicobi. Cette dernière s’écoule vers le nord pour se décharge sur la rive sud-est de la rivière Opawica. Cette dernière remonte à son tour vers le nord jusqu’à sa confluence avec la rivière Chibougamau ; cette confluence constituant la source de la rivière Waswanipi. Le cours de cette dernière coule vers l'ouest et traverse successivement la partie nord du lac Waswanipi, le Lac au Goéland et le lac Olga, avant de se déverser dans le lac Matagami lequel se déverse à son tour dans la rivière Nottaway, un affluent de la Baie de Rupert (Baie James).
La confluence de la rivière au Panache avec le lac Wetetnagami est située à :
- 15,8 km au sud de l’embouchure de la rivière Wetetnagami ;
- 36,5 km au sud de l’embouchure de la rivière Nicobi ;
- 61,1 km au sud de l’embouchure de la rivière Opawic] (confluence avec la rivière Chibougamau) ;
- 172,5 km au nord-est du centre-ville de Parent ;
- 68,4 km au nord-est du centre du village de Lebel-sur-Quévillon ;
- 87 km au nord-ouest d’une baie du Réservoir Gouin.

## Toponymie
À différentes époques de l’histoire, ce territoire a été occupé par les Attikameks, les Algonquins et les Cris. Le mot panache se réfère généralement au panache des grands cervidés lesquels font partie de la famille des mammifères ruminants.
Le toponyme rivière au Panache a été officialisé le 5 décembre 1968 à la Commission de toponymie du Québec, soit lors de sa création.